# Drum Workshop
Drum Workshop (DW Drums, DW) – amerykański producent instrumentów perkusyjnych. Firma powstała w 1972 roku w Santa Monica w stanie Kalfornia, jej obecna siedziba mieści się Oxnard również w Kalifornii. Od 2000 roku firma prowadzi pododdział Pacific Drums and Percussion produkujący instrumenty dla mniej zamożnych klientów.
Na instrumentach DW grają m.in. tacy muzycy jak: Virgil Donati, Derek Roddy, Dave Grohl, Brooks Wackerman, Sean Kinney, Scott Travis oraz Neil Peart.